# Orlamünde
Orlamünde ligger i den sydligste del af Thüringen, Tyskland, direkte ved floden Orlas udmunding i Saale, dvs. mellem byerne Jena og Rudolstadt. Med et areal på 758 ha og de ca. 1.300 indbyggere er den blandt de mindste byer i Thüringen.
Byens oprindelse var grænseborgen Orlamünde, der var stamsæde for greverne af Orlamünde. Borgen blev anlagt i det 11. århundrede, men opgivet allerede i det 15. århundrede. Stedbetegnelsen Orlamünde findes nævnt i kilderne for første gang i 1071. Indbyggerne udnyttede vandkraften allerede omkring 1100, og fra 1194 har man belæg for, at der var en vandmølle på stedet, Saalemøllen i Orlamünde. Greverne slog omkring 1200 mønter på stedet.
Note
1. ↑   W. Kahl: Ersterwähnung Thüringer Städte und Dörfer bis 1300, Bad Langensalza, 2001, ISBN 3-934748-58-9 side 47
2. ↑   W. Mägdefrau: Thüringer Städte und Städtebünde im Mittelalter, Bad Langensalza, 2002, ISBN 3-936030-34-0 side 43 og 47